# NGC 3383
NGC 3383 é uma galáxia espiral barrada (SBbc) localizada na direcção da constelação de Hydra. Possui uma declinação de -24° 26' 16" e uma ascensão recta de 10 horas, 47 minutos e 19,2 segundos.
A galáxia NGC 3383 foi descoberta em 20 de Março de 1835 por John Herschel.